# Fab lab

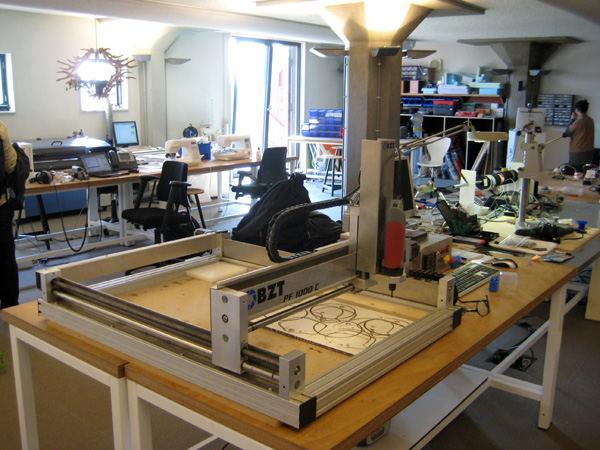
Fablab Amsterdam, Waag

Een fab lab (afkorting van het Engelse fabrication laboratory), is een coöperatieve werkplaats waar uitvinders en ontwikkelaars gebruik kunnen maken van een collectieve infrastructuur. Hier staan onder meer computers, 3D-printers, lasersnijders en frezen.
Om de naam fab lab te mogen dragen, moet deze werkplaats voldoen aan het Fab Lab Charter. Het is gebruikelijk op ontwikkelde producten geen patenten te nemen omdat het verdedigen van een patent dat in een Fab Lab is ontwikkeld vrij moeilijk is (er zijn meer dan 600 labs wereldwijd; hun output te monitoren is onmogelijk voor de Fab Lab uitvinder) en omdat Fab Labs in de geest van open source werken. Met gelijkaardige doelstellingen zijn er ook Hackerspaces, welke vaak minder professioneel zijn ingericht.
Bij grotere fab labs zoals onder andere in Amsterdam en Tilburg worden ook opleidingen in de vorm van cursussen en workshops gekoppeld aan de digitale werkplaats. Hierdoor ontstaan langzaamaan totaalconcepten waarin het complete traject van leren, maken, verspreiden en presenteren in de fab labs terug te vinden is.
In Amersfoort maakt het FabLab deel uit van De WAR, een "plek voor pioniers". Het was het eerste grassroots FabLab ter wereld, dat in 2010 tot stand kwam zonder subsidie of grote sponsor.
In België zijn er verschillende fab labs, meestal verbonden aan een universiteit of hogeschool. In volgende Belgische steden en gemeenten is een fab lab:
- Eco Fab Lab Brugge
- MaM, Mind- and Makerspace Brugge
- Buda Lab in Kortrijk
- Timelab in Gent
- Fablab+ Antwerpen
- Fablab DeLoft Nieuwpoort
- Fablab Brussels
- Fablab Leuven
- Fablab Genk
- Fablab Geel
- Fablab Vorselaar
- Fablab Maaseik